# 신도시

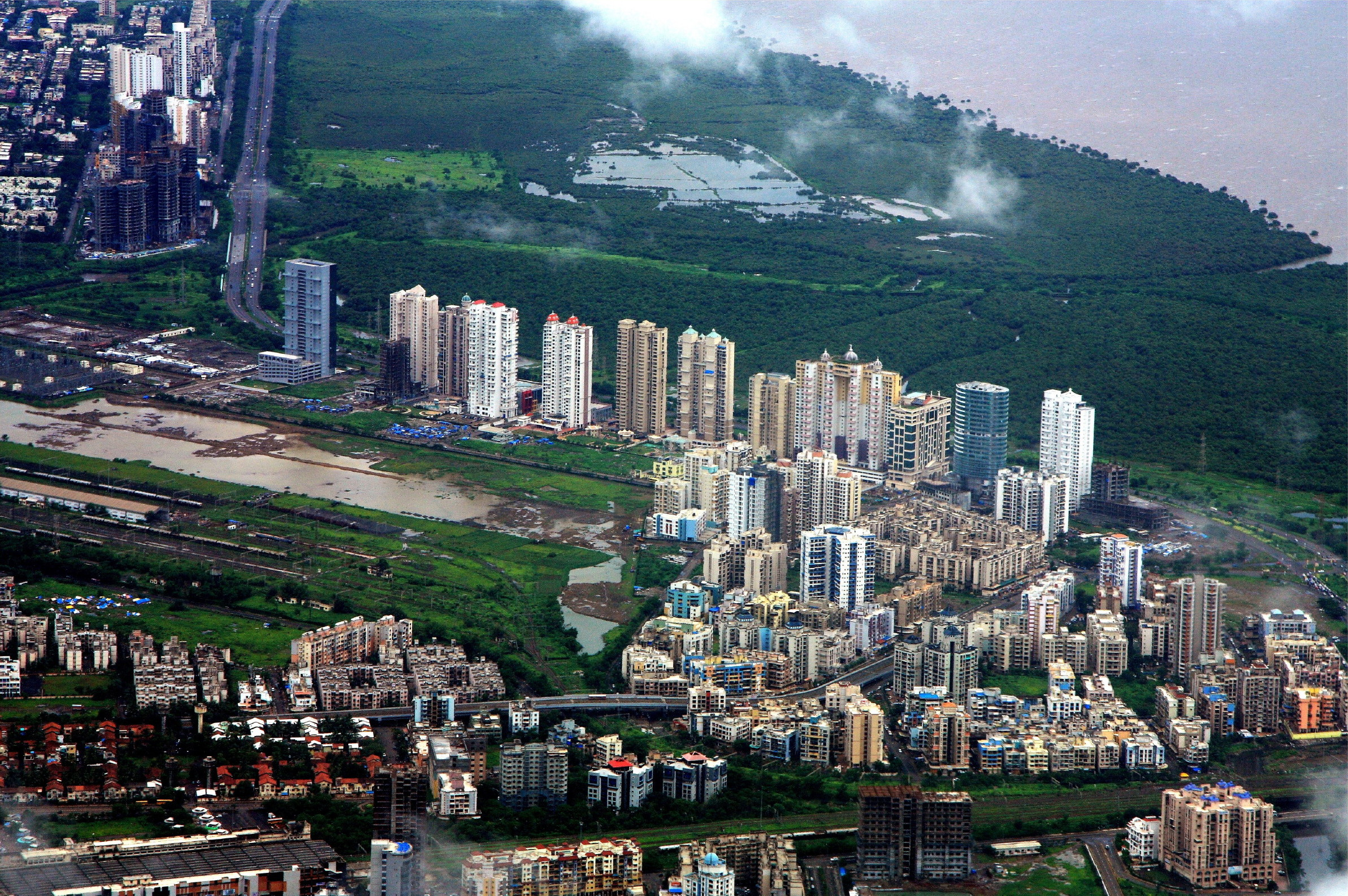
세계 최대 규모의 신도시인 인도의 나비뭄바이

신도시(新都市, 영어: planned community, planned city, planned town)는 일반적으로 새로 계획하여 만든 도시를 뜻하는 말로서, 주로 개발되지 않은 지역에 새로 만들어지는 지역 공동체를 뜻한다.

## 개념
개발 여건과 목적이 나라별로 상이하기 때문에 개념 확정은 어렵지만 근대적 신도시는 영국의 뉴타운 개발에서 찾을 수 있다. 영국은 1898년 에베네즈 하워드의 전원도시에서 제시된 도시계획론을 바탕으로 제2차 세계 대전으로 집을 잃은 수많은 사람들을 위해 1946년 뉴타운법을 제정하였다. 이 법에 따라 1972년까지 총 32개의 신도시가 건설되었다. 영어권에 미국나 영국에서 New town으로 부른다.

## 대한민국의 신도시
대한민국 신도시 건설은 1960년대 후반 공업단지 배후도시나 대도시 문제 해결 방안으로 시작되었다. 공업단지 배후도시로는 1962년부터 건설된 울산시이며, 1968년 불법건축물 해소방안으로 추진된 광주주택단지(이후 성남시로 됨)가 과밀해소용 최초의 신도시였다. 1970년대에는 수도권, 대구권, 부산권, 광주권의 4대 권역에 각각 안산, 구미, 창원, 여천 신공업도시를 건설하였다. 1980년대에는 주택중심의 도시내 신도시로서 서울시에 목동과 상계동이 개발되었고, 80년대 후반 서울 지역의 택지 공급 부족 현상을 극복하기 위해 분당과 일산을 포함한 5개의 제1기 신도시가 건설되었다. 2003년에는 서울의 부동산 가격 폭등 등을 억제하고 수도권에 주택 공급을 확대하기 위해 제2기 신도시가 계획, 발표되었다. 중앙정부 또는 지방자치단체의 계획에 의해 재정비되거나 새로운 주거 단지로 개발되는 계획도시와 택지지구 등을 편의상 신도시라고 부르기도 하나 엄밀한 의미의 신도시는 1기 신도시와 2기 신도시를 가리킨다.

### 제1기 신도시
- 분당신도시
- 일산신도시
- 산본신도시
- 중동신도시
- 평촌신도시

### 제2기 신도시

#### 수도권
- 판교신도시
- 동탄1~2신도시
- 한강신도시
- 운정신도시
- 광교신도시
- 양주신도시
- 위례신도시
- 고덕국제신도시
- 검단신도시

#### 지방
- 도안신도시
- 아산신도시

### 제3기 신도시
- 왕숙신도시
- 교산신도시
- 계양신도시
- 창릉신도시
- 대장신도시

### 기타 신도시
- 감전국제도시
- 고잔신도시
- 고덕국제신도시
- 검단신도시
- 경상북도청신도시
- 남악신도시
- 배곧신도시
- 내포신도시
- 둔산신도시
- 미사강변도시
- 양산신도시
- 송도국제도시
- 송산그린시티
- 정관신도시
- 청라국제도시
- 영종하늘도시
- 해운대신도시
- 별내신도시
- 장유신도시
- 지웰시티
- 그랑시티자이
- 의왕백운지식문화밸리
- 일광신도시
- 명지국제도시
- 명지오션시티
- 에코델타시티

## 일본의 신도시
일본에 알려진 신도시나 뉴타운들은 상기 8곳의 뉴타운이 있으며, 이 외에도 이름 모르는 뉴타운들도 추가적으로 더 있다. 관련 사항은 일본의 뉴타운을 읽어라.
- 다마 뉴타운
- 지바 뉴타운
- 게이큐 뉴타운
- 센리 뉴타운
- 센보쿠 뉴타운
- 고호쿠 뉴타운
- 고조지 뉴타운
- 하토야마 뉴타운

## 홍콩의 신도시
홍콩의 경우 사틴 신시진(한국의 분당신도시, 일본의 다마 뉴타운 급)이 대표적인 뉴타운으로 조성되어 있다. 그 외에도 췬완 신시진, 튄문 신시진, 다푸 신시진, 위안랑 신시진, 북란터우 신시진 등도 물론 조성되어 있는 것으로 보인다.

## 타이완의 신도시
타이완에는 중싱 신촌이 대표적이다. 타이완 최초의 계획 도시로 성장하였던 것으로 보인다.

## 인도네시아의 신도시
인도네시아는 네덜란드 식민지 시절부터 개척된 바타비아가 가장 유명하다. 그 외에도 멘텡도 매우 유명한 장소로 알려져 오며, 반둥도 신도시로 조성되어 있는 상태이다.

## 싱가포르의 신도시
싱가포르에도 신도시가 물론 있다. 가장 큰 규모는 주롱 웨스트로 알려져 왔으며, 그 외의 상세 사항은 en:New towns of Singapore 문서를 읽어라.

## 같이 보기
- 행정중심복합도시
- 아시아문화중심도시
- 기업도시
- 위성도시
- 혁신도시